# (935) Clivia
(935) Clivia ist ein Asteroid des Hauptgürtels, der am 7. September 1920 von dem deutschen Astronomen K. Reinmuth in Heidelberg entdeckt wurde.
Der Asteroid wurde benannt nach dem lateinischen Namen der Pflanzengattung der Klivien.